# 汉字全息码
汉字全息码是杜冰蟾于1990年发明的汉字编码方案，是一种音形码。当年年仅15岁的杜冰蟾是上海市南洋模范中学的学生，这一发明在当时被中国媒体广为报道，并受到了社会上的广泛关注。

## 发明经过
汉字全息码的发明源于约1987年。当时，杜冰蟾的父亲、辞书专家杜晓庄正在主编王竹溪的遗著《新部首大字典》。在辅助父亲编纂词典的过程中，杜冰蟾萌生了汉字全息码的想法。那时虽然已然有了许多汉字编码方案（如支秉彞的“见字识码”、王安电脑公司的“三角编码法”、王永民的五笔字型等），但她认为这些方案都需要人为记忆许多内容，故较难掌握。因而她希望发明一个不需死记硬背、简单易学的编码方案。经过两年多时间的研究，这一新型的编码方案终于成型。1989年底，她向中国专利局申请了汉字全息码的专利。她的申请后来于1995年被专利局正式授予发明专利权。

## 影响
杜冰蟾发明汉字全息码的事迹在当时获得了媒体的广泛关注，引发了轰动。1990年第4期《自然杂志》发表封面文章介绍了杜冰蟾的汉字全息码，并给予其极高评价：“现在，我们自豪地向世界宣告：先进的理想化的‘汉字全息码’,已在中华大地上诞生。而这一具有重大意义的发明，创造者竟是年仅15岁的中国女少年杜冰蟾。有了‘汉字全息码’，汉语成为国际通用语的灿烂前景犹如旭日临窗，曙光照耀在东方的地平线上。”
这一发明当时获得了众多专家、学者的认可，其中包括中国科学院院士卢鹤绂，北京大学数学教授程庆民，华东师范大学教授、文史学家苏渊雷等，还有学者认为汉字全息码堪比汉字编码中的“门捷列夫元素周期表”。杜冰蟾也被一些媒体称为“世界上提出重大发明的年龄最小的发明家”，认为她解决了汉字编码这一“世界难题”。1990年7月，时任中共中央总书记江泽民在听取了介绍后，对开发、推广、应用汉字全息码作了重要指示。同年，加拿大西蒙弗雷泽大学邀请杜冰蟾以访问学者的身份前去讲学。这一发明在当年还入选了上海十大科技新闻。
1991年杜冰蟾高中毕业后放弃了进入大学深造。同年，她受浙江大学计算机工程系邀请，前往浙大参与研制汉字全息码电脑程序。此后，她还曾在复旦大学、华东师范大学、华东理工大学等校讲授其汉字全息码。1994年，她成立了杜冰蟾汉字全息码有限公司，并任董事长兼总经理。
然而，各界对汉字全息码的一致称赞逐渐消退，并开始有了质疑声。《自然杂志》于1990年初与杜冰蟾签订了技术转让合同，以获得汉字全息码的使用权，同时杂志社支付给她20万元入门费。但后来《自然杂志》发现她的技术并不实用，无法达到专利说明书中描述的技术指标，便在杂志上发表了多篇文章质疑汉字全息码。如1992年第6期的《“汉字全息码”问题剖析》就认为“汉字全息码存在的问题是本质性的，而且无补救余地。”
《自然杂志》还将杜冰蟾告上法庭，让其返还20万元费用。此案一审的上海市第一中级人民法院支持了《自然杂志》的诉讼请求，认为双方签订的合同未明确验收标准与方式，因而合同无效。杜冰蟾不满判决而提出上诉，最终上海市高级人民法院于1998年作出终审判决，撤销了一审判决，认为双方签订的是专利实施许可合同，而双方的权利、义务已明确并履行，故不支持《自然杂志》的诉讼请求。